# Frank H. Netter
Dr. Frank Henry Netter (25 de Abril de 1906, 17 de Setembro de 1991) foi um artista, médico, e um notável ilustrador de atlas médicos. Faz parte da academia de medicina de Nova York.

## História
Frank H. Netter nasceu na 53rd Street, e cresceu querendo ser artista. Quando ainda estava na escola, ele obteve a vaga para estudar na National Academy of Design, estudando à noite enquanto continuava com a escola. Após muitos estudos na Art Students League de Nova York e com professores particulares, começou a carreira artística, alcançando rápido sucesso e fazendo trabalhos para o jornal Saturday Evening Post e o The New York Times. No entanto, sua família desaprovava sua carreira como artista e concordou em estudar medicina. Após estudar na City College de Nova York, completou o curso na faculade de medicina e tentou seguir carreira. No entanto, como o Dr. Netter mesmo falou: "Isto foi em 1933, anos da depressão e não havia nada como a medicina. Se um paciente aparecia por engano, você atendia e ele nem lhe pagava."

## Início da carreira médica
Fazia trabalhos como freelancer de arte durante seu treinamento médico, inclusive para alguns professores, ele sentiu na ilustração médica a chance que desejava. Em particular, companhias farmacêuticas começavam a procurar o Dr. Netter para ilustrações para vender melhor os seus produtos, como a Novocaina. Após um mal-entendido onde o Dr. Netter deu o preço de $1,500 para uma série de 5 ilustrações e o anunciante concordou com o pagamento de $1,500 para cada uma - $7,500 para a série de trabalhos - Dr. Netter desistiu da prática da medicina. Em 1936, a CIBA Pharmaceutical Company delegou um pequeno trabalho para ele, uma ilustração do coração humano para promover a venda do medicamento digitalis. Essa ilustração tornou-se muito popular entre os médicos e uma reimpressão sem a propaganda tornou-se mais popular ainda.

""Eu pensava que conseguiria fazer desenhos até ter meu consultório de pé, mas a demanda por minhas imagens cresceu muito mais rápido do que a demanda por minha cirurgia. Como resultado, abandonei completamente meu consultório."— Frank Netter

## Carreira na CIBA Pharmaceutical company
Rapidamente aproveitando o sucesso da ilustração do coração humano, uma série de outros órgãos foram então ilustrados. Dr. Netter propôs uma série de ilustrações de patologias para serem produzidas. Estas ilustrações eram distribuídas para médicos como cartões, com a propaganda dos produtos CIBA do lado de dentro do cartão, e eram muito populares entre os médicos. A CIBA possui a coleção destas ilustrações em formato de livro, produzindo a CIBA Collection of Medical Illustrations, que ultimamente foi compactada em 8 volumes (11 livros). A partir de 1948 a CIBA utilizou ilustrações do Dr. Netter em outros tantos materiais para serem dados aos médicos, nascia a Clinical Symphosia series. Estas eram pequenas revistas que tipicamente enfocavam um extenso artigo de um caso médico, com ilustrações do Dr. Netter. Estas séries foram produzidas até os anos 1990. Em 1989, o Atlas de Anatomia Humana do Dr. Netter foi publicado. No total, Dr. Netter produziu aproximadamente 4,000 ilustrações, que foram reproduzidas em inúmeras publicações.

## Legado do Dr. Netter
Já praticamente trocada a profissão de médico pela de ilustrador, Frank Netter procurou vários especialistas para ampliar seu leque de ilustrações na medicina. E foi também para a subjetividade, procurando nuances como dores, sentimentos e outras sensações frente a traumas e doenças.
A vasta coleção de ilustrações do Dr. Netter foi comprada pela CIBA Pharmaceutical Company e seus sucessor, CIBA-Geigy, que após unir-se com os laboratórios Sandoz, passara a se chamar Novartis. Em junho de 2000, a Novartis vendeu seus direitos sobre a obra do Dr. Netter para a Icon Learning Systems, que por sua vez vendeu o portfolio para a Elsevier, que continuou a publicação do trabalho em vários formatos. Seu Atlas de Anatomia Humana e outros atlas, constituem um marco no ensino do corpo humano. Foi considerado o Michelangelo da medicina.
Outro ponto diferenciador em suas imagens eram os retratos de pacientes feitos por ele. Essas imagens não eram simplesmente de uma condição médica, mas de uma pessoa com uma condição médica. Ele costumava dizer que não estamos consertando máquinas, mas sim seres humanos vivos e respirando. Suas imagens de crianças eram especialmente comoventes e revelavam sua profunda empatia por esses pacientes vulneráveis.
As ilustrações de Frank Netter são apreciadas não apenas por suas qualidades estéticas, mas também por seu conteúdo intelectual. 
"...o esclarecimento de um assunto é o objetivo e a meta da ilustração. Não importa quão belamente pintado, quão delicada e sutilmente representado um assunto seja, ele tem pouco valor como ilustração médica se não servir para esclarecer algum ponto médico."— Frank Netter
 O planejamento magistral, a concepção, o ponto de vista e a abordagem do Dr. Netter permeiam cada uma de suas pinturas e as tornam tão intelectualmente valiosas.

## Prêmios
Dr. Netter recebeu inúmeros prêmios:
- 1966, Townsend Harris Medal, City College de Nova York
- 1969, The Harold Swanberg Distinguished Service Award, Associação americana dos escritores médicos
- 1973, Distinguished Service Award, Fundação National Kidney
- 1979, Resolution of Commendation, Florida State Legislature
- 1981, Distinguished Service Award, Colégio americano de cardiologia
- 1981, Honorary Degree, Doctor of Science, New Jersey College of Medicine and Dentistry
- 1985, Honorary Degree, Doctor of Science, Georgetown University
- 1986, Life Achievement Award, Society of Illustrators
- 1986, The Solomon A. Berson Medical Alumni Achievement Award, New York University School of Medicine
- 1986, Honorary Degree, Doctor of Science, University of Sherbrooke, Canada
- 1986, Lifetime Achievement Award, Association of Medical Illustrators
- 1986, Dedication of the Netter Library, CIBA-Geigy Corporation
- 1987, Honorary Member, Radiologic Society of North America
- 1988, Honorary Award for Contribution to Knowledge of Musculoskeletal System, American Academy of Orthopedic Surgeons
- 1988, Honorary Fellowship, Medical Artists Association of Great Britain
- 1990, Award of Special Recognition, Association of Medical Illustrators
- 1990, Honorary Member Award, American Association of Clinical Anatomists